# Верховный Совет Грузинской ССР

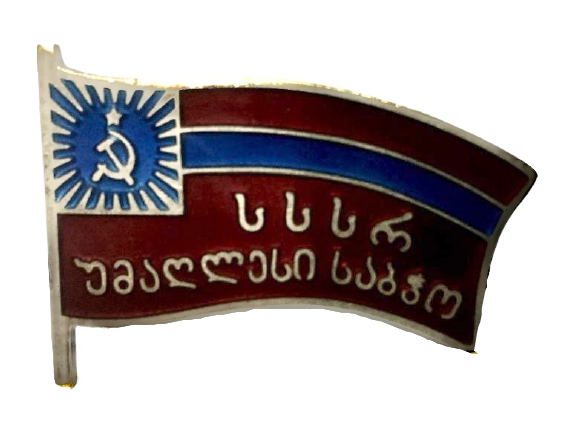
Значок депутата Верховного Совета Грузинской ССР

Верховный Совет Грузинской ССР (груз. საქართველოს სსრ უმაღლესი საბჭო), с 14 ноября 1990 — Верховный Совет Республики Грузия (груз. საქართველოს რესპუბლიკის უზენაესი საბჭო) — высший орган государственной власти Грузинской ССР (в 1990—1992 гг. — Республики Грузия) с 1938 по 1992 год. Распущен после государственного переворота в январе 1992 года решением Военного Совета. Новый Парламент избран в ноябре 1992 года.

## Созывы
- 1 созыв (1938—1946)
- 2 созыв (1947—1950)
- 3 созыв (1951—1954)
- 4 созыв (1955—1959)
- 5 созыв (1959—1962)
- 6 созыв (1963—1966)
- 7 созыв (1967—1970)
- 8 созыв (1971—1974)
- 9 созыв (1975—1979)
- 10 созыв (1980—1984)
- 11 созыв (1985—1989)
- 12 созыв (1990—1992)

## Руководители

### Председатели Верховного Совета Грузинской ССР
- Кочламазашвили, Иосиф Дмитриевич (8 июля 1938 — 24 марта 1947)
- Гогуа, Василий Барнабович (26 марта 1947 — 26 марта 1948)
- Гигошвили, Арчил Александрович (26 марта 1948 — 18 апреля 1951)
- Лелашвили, Михаил Михайлович (18 апреля 1951 — 6 апреля 1952)
- Джавахишвили, Гиви Дмитриевич (6 апреля 1952 — 15 апреля 1953)
- Георгадзе, Арчил Дмитриевич (15 апреля 1953—4 апреля 1954)
- Купрадзе, Виктор Дмитриевич (4 апреля 1954 — 26 апреля 1963)
- Двали, Рафаэл Рафаэлович (26 апреля 1963 — 12 июля 1971)
- Абашидзе, Ираклий Виссарионович (12 июля 1971 — 14 ноября 1990)

### Председатели Президиума Верховного Совета Грузинской ССР
- Махарадзе, Филипп Иесеевич (10 июля 1938 — 10 декабря 1941)
- Стуруа, Георгий Фёдорович (3 января 1942 — 26 марта 1948)
- Гогуа, Василий Барнабович (26 марта 1948 — 6 апреля 1952)
- Чхубианишвили, Захарий Николаевич (6 апреля 1952 — 15 апреля 1953)
- Цховребашвили, Владимир Гедеванович (15 апреля 1953 — 29 октября 1953)
- Чубинидзе, Мирон Дмитриевич (29 октября 1953 — 17 апреля 1959)
- Дзоценидзе, Георгий Самсонович (18 апреля 1959 — 26 января 1976)
- Гилашвили, Павел Георгиевич (26 января 1976 — 29 марта 1989)
- Черкезия, Отар Евтихиевич (29 марта 1989 — 17 ноября 1989)
- Гумбаридзе, Гиви Григорьевич (17 ноября 1989 — 14 ноября 1990)

### Председатели Верховного Совета Республики Грузия
В ноябре 1990 года должность Председателя Президиума Верховного Совета была упразднена, а его функции переданы Председателю Верховного Совета. Таким образом, при сходном названии, должность Председателя Верховного Совета Грузии в 1990—1991 гг. по содержанию весьма отличалась от одноимённой должности до 1990 года.
- Гамсахурдия, Звиад Константинович (14 ноября 1990 — 14 апреля 1991)
- Асатиани, Акакий Торникович (18 апреля 1991 — 6 января 1992)

## Изменение наименования на грузинском языке
Название Верховного Совета на русском языке не менялось, однако по-грузински до 1990 года использовалось название უმაღლესი საბჭო (умагле́си са́бчо), а в 1990—1992 годах — უზენაესი საბჭო (узенаэси са́бчо). По мнению сторонников изменения названия, второе более точно соответствует понятию «верховный», тогда как первое скорее должно переводиться как «высший».